# Namibia en los Juegos Paralímpicos
Namibia en los Juegos Paralímpicos está representada por el Comité Paralímpico Nacional de Namibia, miembro del Comité Paralímpico Internacional.
Ha participado en siete ediciones de los Juegos Paralímpicos de Verano, su primera presencia tuvo lugar en Barcelona 1992. El país ha obtenido un total de doce medallas en las ediciones de verano: tres de oro, cuatro de plata y cinco de bronce.
En los Juegos Paralímpicos de Invierno Namibia no ha participado en ninguna edición.

## Medallero

### Por edición
Juegos Paralímpicos de Verano
| Evento              | Oro | Plata | Bronce | Total |
| ------------------- | --- | ----- | ------ | ----- |
| Barcelona 1992      | 0   | 0     | 0      | 0     |
| Atlanta 1996        | –   | –     | –      | –     |
| Sídney 2000         | –   | –     | –      | –     |
| Atenas 2004         | 0   | 0     | 0      | 0     |
| Pekín 2008          | 0   | 0     | 1      | 1     |
| Londres 2012        | 1   | 1     | 0      | 2     |
| Río de Janeiro 2016 | 1   | 2     | 2      | 5     |
| Tokio 2020          | 0   | 1     | 1      | 2     |
| París 2024          | 1   | 0     | 1      | 2     |
| TOTAL               | 3   | 4     | 5      | 12    |

### Por deporte
Deportes de verano
| Evento    | Oro | Plata | Bronce | Total |
| --------- | --- | ----- | ------ | ----- |
| Atletismo | 3   | 4     | 5      | 12    |
| TOTAL     | 3   | 4     | 5      | 12    |